# Иоанн Тохаби
Иоанн Тохаби (груз. იოანე თოჴაბი; ок. конец XI в. — начало XII в.) — грузинский священник, иеромонах и иконописец, чьи произведения были переданы в высоком средневековье в монастырь Святой Екатерины на горе Синай и его монашескому сообществу.

## Жизнь
Мало известно о ранней жизни Иоанна. В грузинских текстах он называет себя «скромным Иоанном», «бедным стариком», «жалким старцем» и «жалким среди монахов» на греческом. Он заявляет о своей приверженности халкидонскому христианству. Иоанн широко использовал грузинские надписи на своих иконах. Такая комбинация греческого и грузинского языков в надписях на иконах указывает на то, что Иоанн принадлежал к византийской культуре, но в то же время подчеркивал свою национальность. Он, скорее всего, был активен и образован в одном из монастырей Константинополя. Значение его фамилии или прозвища Тохаби остается неизвестным. Оно не фиксируется ни в одном другом источнике.

## Иконописание
Иоанн оставил обширное наследие в иконописи. Его христологический цикл — Чудеса и Страсти Христовы, наряду с Жизнью Богородицы, представляет собой одну из шести икон или гексаптихов, созданных Иоанном и сохранившихся на Синае. Четыре из них представляют месяцеслов (календарные иконы), а пятая изображает Второе Пришествие.
Каждая календарная икона Иоанна разделена на девять горизонтальных полос, на каждой из которых обычно изображены десять маленьких сцен на тетраптихе. Каждая икона изображает жизнь трех месяцев года и представляет всех мучеников в момент их жестокой смерти, в то время как другие святые изображены фронтально, в полный рост. Каждый святой сопровождается заголовком с его именем и указанием либо на его мученическую смерть, либо на мирную смерть. Икона Иоанна Страшного Суда сейчас повреждена, но ее составные мотивы все еще можно определить. С оборотной стороны всех шести икон есть греческий эпиграф, написанный в додекасиллабический метровом стиле, в то время как отдельные фигуры, композиции на месячных иконах и на панелях Страшного Суда имеют двуязычные грузино-греческие надписи. Грузинский написан средневековым монашеским шрифтом Нусхури, характерным для XI века. На иконе изображены Влахернетисса, представляющая Деву с ласкающим Стоящим Младенцем, и Одигитрия, которая была палладиумом византийской столицы. Все надписи свидетельствуют о том, что Иоанн был также донором икон. Иоанн, создавая свою сложную панель, хотел явно продемонстрировать, что иконы вместе с христианскими догмами и теологическими идеями проявляют личности людей. Некоторые изображения, созданные Иоанном, похожи на изображения из монастыря Тимотесубани. Некоторые из его фигур изображены в аду в тюрбанах. Он использовал изысканные и поэтичные слова на своих иконах.
У Иоанна есть два автопортрета на его иконах, изображающие его в поклонении и молитве. Его молитва, написанная грузинским шрифтом Нусхури в семь строк, размещена под престолом возвышенного Величие Христа и над Престол уготованный на иконе Страшного Суда:
Господи, Иисусе Христе, сделай меня, который усердно создал икону Второго Пришествия и всех Твоих святых, достойным быть по Твоей правую руку во время Твоего Второго Пришествия во славе. Недостойный священник-монах Иоанн (т.е. Иоанн) Тохаби. Аминь.
Исходя из сопровождающих грузинских и греческих надписей, можно предположить, что иконы были предназначены либо для двуязычного монастырского братства, либо для грузинского монастыря за пределами Грузинское царство. Неизвестно, когда эти иконы появились на Синае или кто именно их пожертвовал монастырю Святой Екатерины, однако крайне вероятно, что именно этот монастырь был первоначальным «назначением» для икон, поскольку здесь уже веками существовала крупная грузинская община. Увеличение присутствия грузин на горе Синай, кажется, было важным в X-XI веках, когда в Свято-Георгиевской часовне, который был основным убежищем их общины. Само пожертвование икон Иоаннаа способствовало укреплению положения их группы в монастыре.

### Комментарии
1. ↑  Историки византийского искусства Курт Вейтцманн и Мария Сотириу датируют иконы Иоанна концом XI века, в то время как Доула Мурики и Николетта Траулия относят их ко второй половине XII века[1].
2. ↑  Тюрбан был частью моды среди состоятельных грузин и граждан Византии. Хотя в западном искусстве тюрбаны в основном ассоциировались с мусульманами, белые тюрбаны с подвешенными кисточками использовались для обозначения евреев[26]. Фигуры в тюрбанах, изображенные «в озере огня», встречаются на изображениях Страшного Суда в монастыре Грачаница и в Тимотесубани в Грузии[27].